# Johann Josef von Wilczek
Johann Josef Maria Graf von Wilczek (auch Wilczeck) (* 18. Juni 1738 in Groß-Petrowitz; † 2. Februar 1819 in Wien) war ein österreichischer Diplomat und Beamter. Zuletzt war er Leiter der Regierung im habsburgischen Herzogtum Mailand unter Generalgouverneur Ferdinand Karl und zugleich als Plenipotentiar Vertreter des Kaisers in Reichsitalien.

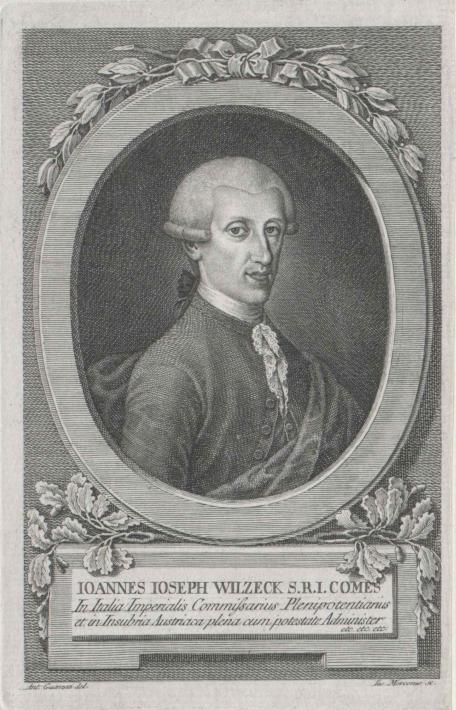
Johann Josef von Wilczek

## Familie
Er stammte aus dem schlesischen Uradelsgeschlecht Wilczek und war Sohn des österreichischen Feldzeugmeisters Joseph Maria Balthasar Graf von Wilczek und der Maie Antonie Gräfin Kottulinský. Er selbst war zweimal verheiratet. In erster Ehe heiratete er Theresia von Clary-Aldringen. Die Ehe blieb kinderlos. Später heiratete er Maria Luise Beatrix von Hardegg. Aus dieser Ehe ging 1800 die Tochter Louise hervor.

## Leben
Er besuchte das Theresianum in Wien und trat danach in den Staatsdienst ein. Er war bereits 1760 österreichischer Regierungsrat. Im Jahr 1766 wechselte er nach Italien an das neue Consiglio supremo di economia in Mailand. Nach einigen Jahren unternahm er eine Kavaliersreise durch Deutschland, Frankreich und Italien und lernte dabei in Braunschweig Lessing kennen. Zurück in Wien wurde Wilczek von Maria Theresia zum außerordentlichen Gesandten am Hof ihres Sohnes Leopold als Großherzog der Toskana ernannt. Als Ministre de famille hat er ständigen Zugang zur Familie des Großherzogs. 1771 wurde er in die Florentiner Accademia della Crusca aufgenommen. Unterbrochen wurde seine Tätigkeit in Italien 1772 wegen einer Erkrankung des Vaters.
Zeitweise war geplant, dass er das Amt eines Ajo (also Erziehers) der Kinder des Großherzogs übernehmen sollte. Dazu kam es nicht. Daher kehrte er nach Wien zurück und wurde Hofrat bei der höchsten Justizstelle und Kämmerer Josef II. Maria Theresia stellte Wilczek ihrer Tochter Maria Karolina Königin beider Sizilien als Vermittler und Berater zur Seite. Er versuchte dabei den spanischen Einfluss auf die Politik des Königspaares zu begrenzen. So verhinderte er eine Reise nach Madrid.
Seine Tätigkeit in Neapel endete 1778. Danach trat er als Obersthofmeister in die Dienste der Erzherzogin Maria Beatrix von Este, der Gemahlin des Erzherzogs Ferdinand. Kurze Zeit später wurde er Consultore am Gubernium in Mailand und war als Nachfolger von Karl Joseph von Firmian vorgesehen. Dessen Posten als bevollmächtigter Minister und Leiter der Regierung übernahm er 1782. Er war Vertrauter des erzherzoglichen Generalgouverneurs Erzherzog Ferdinand. Wilczek bemühte sich um die Ordnung des Finanzwesens, kümmerte sich um Fragen des Handels und der Industrie, des Straßen- und Postwesen und anderer Bereiche.
Seit 1792 war er Ritter vom Goldenen Vlies. Als Plenipotentiar, also oberster Vertreter des Kaisers in Reichsitalien, trug er dazu bei, das Rechtswesen in Reichsitalien zu verbessern. Er behielt diese Stellungen bis zur Besetzung des Landes durch die Franzosen 1796. Dies bedeutete auch das Ende seiner öffentlichen Tätigkeit. Die letzten Jahre verbrachte er in Abgeschiedenheit.  Im Jahr 1811 ernannte Kaiser Franz I. ihn zum Obersthofmarschall.